# Sanktuarium Miłosierdzia Bożego w Wilnie
Sanktuarium Miłosierdzia Bożego w Wilnie – świątynia katolicka na Starym Mieście w Wilnie (ul. Dominikonų 12) ufundowana w 1536 r.

## Historia kościoła św. Trójcy
Kościół św. Trójcy jest niewielką świątynią włączoną w ciąg kamienic przy ulicy Dominikańskiej. Został ufundowany przez Ulryka Hozjusza, zarządcę mennicy w Wilnie, a zarazem ojca kard. Stanisława Hozjusza. Fundację wsparł także król Zygmunt Stary. Przy kościele został założony szpital i oddany w ręce dominikanów z położonego po sąsiedzku klasztoru św. Ducha. W XVII w. został przejęty przez kler diecezjalny. W 1748 i 1749 r. kościół został uszkodzony przez pożar, a następnie przebudowany. Podstawą utrzymania kościoła i szpitala były dochody z myta za przejazd przez tzw. Zielony Most prowadzący na Śnipiszki.
Po III rozbiorze szpital został zlikwidowany przez Rosjan, a w 1821 zamknięto kościół. W połowie XIX w. został on przeznaczony na cerkiew prawosławną (pod wezwaniem Zwiastowania Pańskiego). Przeprowadzona wówczas przebudowa bardzo mocno zmieniła architekturę kościoła. Po I wojnie światowej do kościoła powrócili katolicy, ale w 1945 r. został on ponownie zamknięty przez władze sowieckie. Wg wspomnień Vladasa Drėmy wnętrza kościoła zostały zniszczone na polecenie litewskiego architekta Jonasa Glemžy. W 1971 został odrestaurowany. Odtworzono wówczas gotycką absydę. Po odzyskaniu niepodległości przez Litwę świątynia została odzyskana przez Kościół katolicki. 18 kwietnia 2004 została rekonsekrowana przez metropolitę wileńskiego kard. A. Bačkisa.

## Sanktuarium Miłosierdzia Bożego
28 września 2005 r. decyzją metropolity wileńskiego A. Bačkisa przeniesiono do kościoła św. Trójcy pierwszy obraz Miłosierdzia Bożego, namalowany w 1934 r. według osobistych wskazówek św. Faustyny, za sprawą której  wyszło z Wilna w świat przesłanie Miłosierdzia Bożego. Jednocześnie utworzono w tej świątyni sanktuarium Miłosierdzia Bożego. Wcześniej obraz znajdował się w znajdującym się obok polskim kościele św. Ducha. Decyzja o przeniesieniu obrazu wzbudziła liczne protesty Polaków na Litwie.

## Galeria

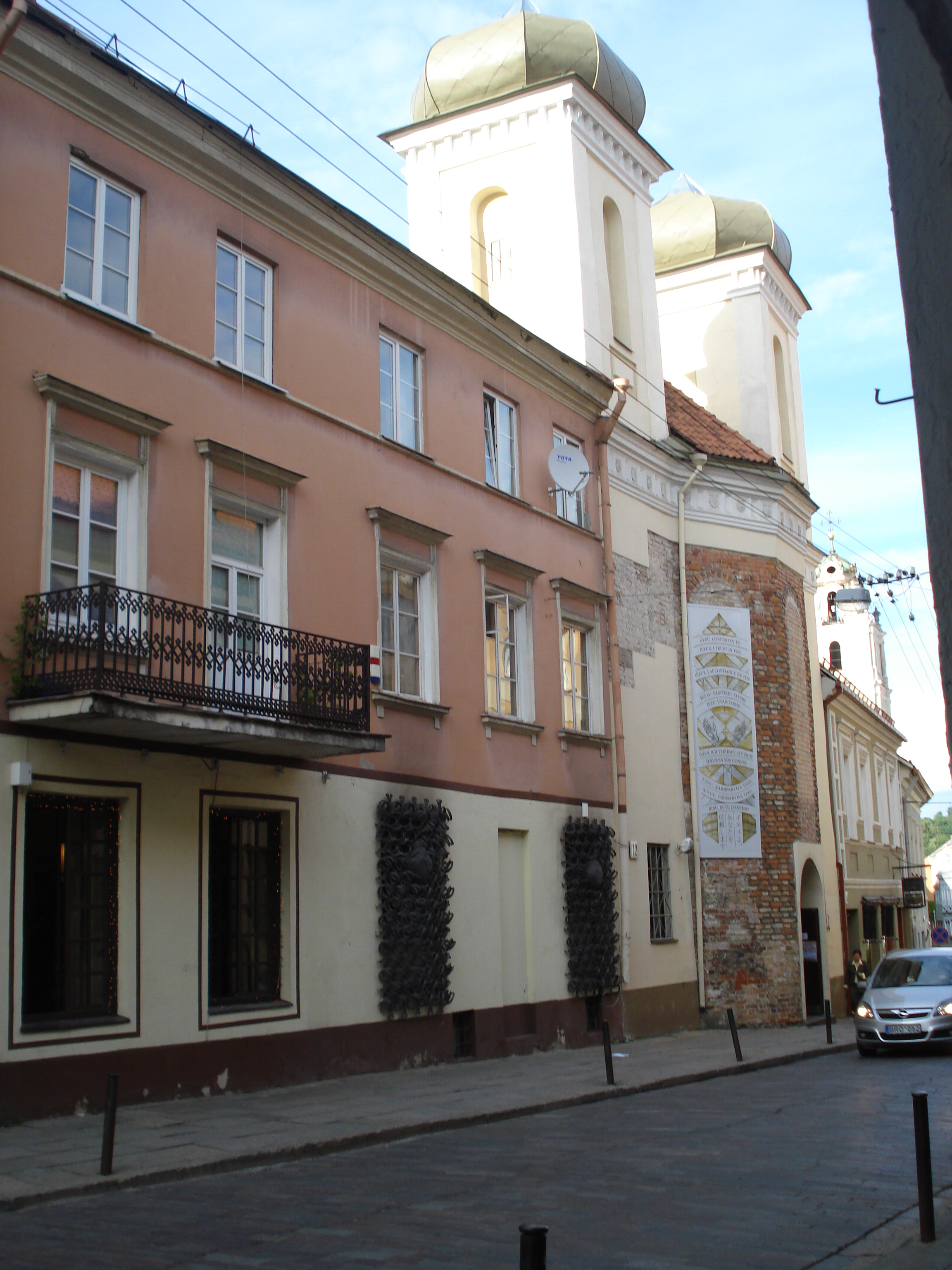
Kościół wpisany w ciąg ulicy
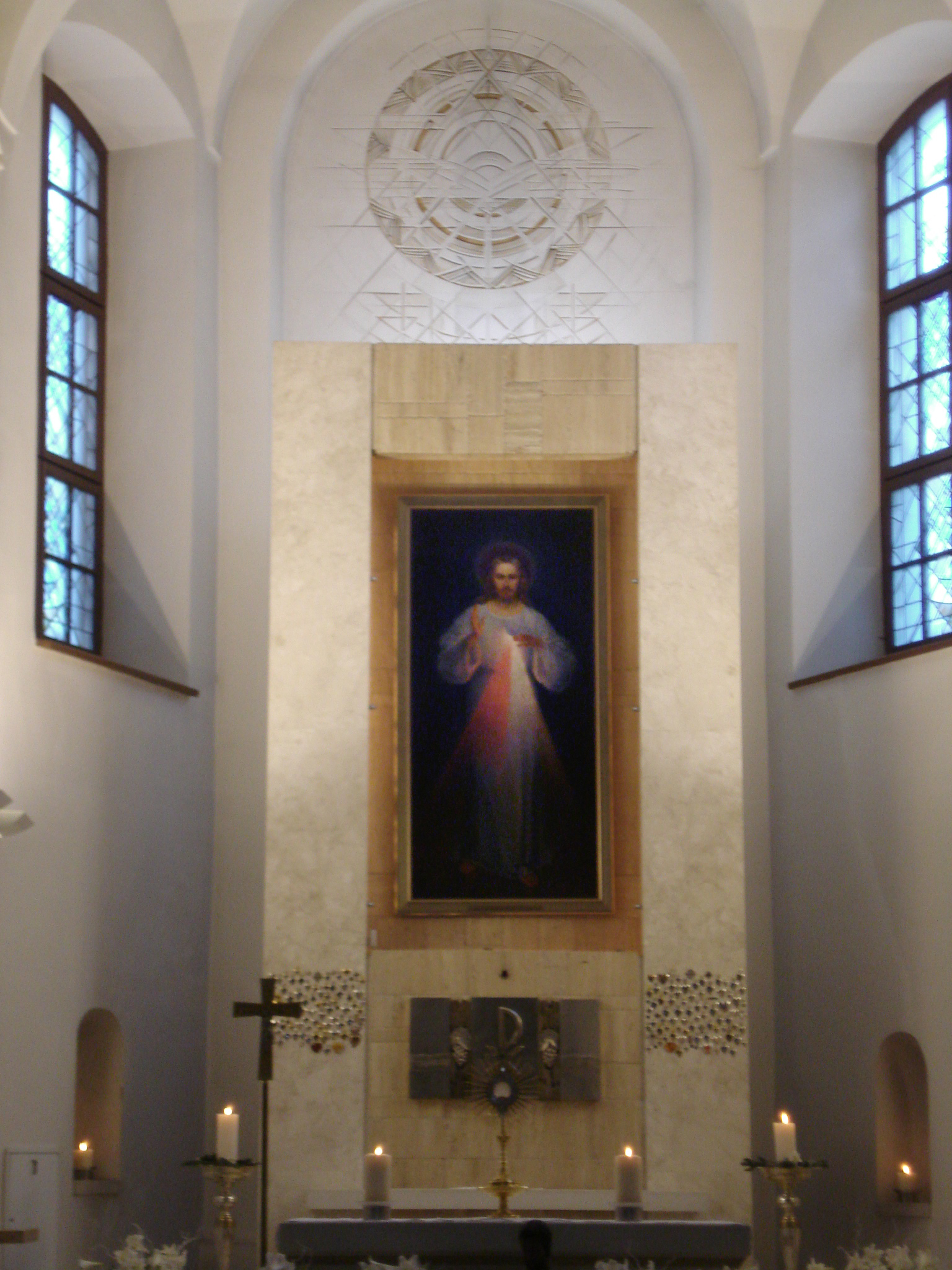
Obraz Miłosierdzia Bożego namalowany przez Eugeniusza Kazimirowskiego